# Diplocentria
Diplocentria Hull, 1911 è un genere di ragni appartenente alla famiglia Linyphiidae.

## Distribuzione
Le 8 specie oggi attribuite a questo genere sono state reperite in varie località della regione olartica: solo due specie sono da considerarsi endemismi, la D. changajensis della Mongolia e la D. forsslundi della Svezia.
In Italia la D. mediocris è stata rinvenuta in Italia settentrionale; si hanno notizie anche di rinvenimenti della D. bidentata e della D. rectangulata.

## Tassonomia
Considerato un sinonimo anteriore di Scotoussa Bishop & Crosby, 1938, a seguito di un lavoro di Holm del 1945 e di un altro di Chamberlin & Ivie sempre del 1945.
È anche sinonimo anteriore di Microcentria Schenkel, 1925, (a sua volta sinonimo anteriore di Smodigoides Crosby & Bishop, 1936 a seguito di uno studio di Holm del 1945) in conseguenza di un lavoro di Wunderlich del 1970.
L'aracnologo Millidge nel 1977 identificò Micronetria Schenkel, 1925 come sinonimo posteriore di Asthenargus Simon & Fage, 1922; denominazione non accettata in seguito da altri autori, incluso Millidge stesso in un lavoro del 1984.
Infine va riscontrato che non è un sinonimo anteriore di Mioxena Simon, 1926, a seguito di un lavoro di Denis del 1947.
A dicembre 2011, si compone di 8 specie:
- Diplocentria bidentata (Emerton, 1882)[5] — Regione olartica
- Diplocentria changajensis Wunderlich, 1995 — Mongolia
- Diplocentria forsslundi Holm, 1939 — Svezia
- Diplocentria hiberna (Barrows, 1945) — USA
- Diplocentria mediocris (Simon, 1884) — Europa
- Diplocentria perplexa (Chamberlin & Ivie, 1939) — USA, Canada
- Diplocentria rectangulata (Emerton, 1915) — Regione olartica
- Diplocentria retinax (Crosby & Bishop, 1936) — USA, Canada

### Specie trasferite
Sono ragni di difficile classificazione per la variabilità di alcuni caratteri: ben 6 specie originariamente ascritte qui sono state trasferite altrove, e in sei generi diversi fra loro.
- Diplocentria acoreensis Wunderlich, 1992; trasferita al genere Acorigone Wunderlich, 2008.
- Diplocentria blanda (Simon, 1884); trasferita al genere Mioxena Simon, 1926.
- Diplocentria corynetes Chamberlin & Ivie, 1945; trasferita al genere Oreonetides Strand, 1901.
- Diplocentria replicata Holm, 1950; trasferita al genere Wabasso Millidge, 1984.
- Diplocentria saxetorum Hull, 1916; trasferita al genere Caviphantes Oi, 1960.
- Diplocentria thoracica (Emerton, 1913); trasferita al genere Vermontia Millidge, 1984.